# Bauhinia dipetala
Bauhinia dipetala är en ärtväxtart som beskrevs av William Botting Hemsley. Bauhinia dipetala ingår i släktet Bauhinia och familjen ärtväxter. Inga underarter finns listade i Catalogue of Life.